# Чернеча
Черне́ча — загальнозоологічний заказник місцевого значення в Україні. Об'єкт природно-заповідного фонду Житомирської області. 
Розташований на території Любарського району Житомирської області, на північний схід від смт Любар. 
Площа 228 га. Статус надано згідно з рішенням облради від 03.03.1995 року. Перебуває у віданні ДП «Бердичівське ЛГ» (Любарське л-во, кв. 27, 28, 29). 
Статус надано для збереження заболоченої ділянки лісу в долині річки Вербка. На пагорбах зростають сосна, береза, осика. Поселення бобрів, видри, ондатри. Гніздяться до 25 видів болотних і водоплавних птахів. 